# Chanto Suenai Kyūketsuki-chan
Chanto Suenai Kyūketsuki-chan (Nhật: ちゃんと吸えない吸血鬼ちゃん dịch: Cô gái ma cà rồng không biết cách hút máu) là một bộ manga của Nhật Bản, được sáng tác và vẽ minh họa bởi Nishiki Kyōsuke. Bộ truyện được đăng dài kỳ trên trên Nguyệt san Dragon Age của Fujimi Shobo từ tháng 5 năm 2021, và sau đó đã được biên soạn thành 8 tập tankōbon, tính đến tháng 4 năm 2025. Phiên bản chuyển thể anime do xưởng Feel sản xuất dự kiến sẽ ra mắt vào năm 2025.

## Nội dung
Câu truyện xoay quanh Luna Ishikawa, một nữ sinh nổi tiếng với vẻ ngoài lạnh lùng và bí ẩn trong mắt bạn bè cùng lớp. Mặc dù là một ma cà rồng, cô lại gặp khó khăn trong việc hút máu, điều này khiến cô cảm thấy buồn lòng. Khi bạn cùng lớp của cô là Tatsuta Ōtori biết được điều bí mật này, cậu đề nghị để cô hút máu của  mình, đổi lại cậu sẽ huấn luyện cô hút máu giỏi hơn.

## Nhân vật
Ishikawa Runa (石川 月菜)
Lồng tiếng bởi: Shindō Amane (vomic), Tanaka Minami (anime)
Là nhân vật chính của câu truyện. Cô là một nữ sinh nổi tiếng trong lớp nhưng mang trong mình nỗi mặc cảm vì không thể hút máu người khác một cách dễ dàng, dù cô là một ma cà rồng. Do khả năng hút máu kém, cô thường xuyên đói bụng và giải quyết cơn đói bằng cách ăn đồ ngọt. Cô dần nảy sinh tình cảm với Tatsuta, người đã tình nguyện giúp cô giải quyết qua vấn đề này.
Ōtori Tatsuta (大鳥 辰太)
Lồng tiếng bởi: Horie Shun (vomic), Ono Kensho (anime)
Bạn cùng lớp của Luna. Cậu là người đã đề nghị giúp cô luyện tập để hút máu giỏi hơn.

## Truyền thông

### Manga
Được sáng tác bởi và vẽ minh họa bởi Nishiki Kyōsuke, Chanto Suenai Kyūketsuki-chan đã được đăng dài kỳ trên Nguyệt san Dragon Age của Fujimi Shobo từ ngày 8 tháng 5 năm 2021. Các chương của bộ manga đã được tổng hợp thành tám tập tankōbon, tính đến tháng 4 năm 2025. Loạt truyện tranh lồng tiếng (vomic), với Shindō Amane và Horie Shun lồng tiếng cho Ishikawa Luna và Ōtori Tatsuta đã được đăng trên kênh YouTube chính thức của Kadokawa vào năm 2021.
Vào ngày 7 tháng 2 năm 2025, Yen Press đã công bố quyền cấp phép xuất bản bộ manga bằng tiếng Anh, với tập đầu tiên được phát hành vào tháng 7. Vào tháng 6 năm 2025, Kadokawa thông báo rằng phiên bản số của bộ manga sẽ phát hành bằng tiếng Anh trên nền tảng BookWalker Global từ ngày 7 tháng 6.
| # | Ngày phát hành      | ISBN              |
| - | ------------------- | ----------------- |
| 1 | 8 tháng 10 năm 2021 | 978-4-04-074314-1 |
| 2 | 9 tháng 3 năm 2022  | 978-4-04-074464-3 |
| 3 | 9 tháng 9 năm 2022  | 978-4-04-074671-5 |
| 4 | 7 tháng 4 năm 2023  | 978-4-04-074938-9 |
| 5 | 6 tháng 10 năm 2023 | 978-4-04-075171-9 |
| 6 | 9 tháng 5 năm 2024  | 978-4-04-075441-3 |
| 7 | 9 tháng 10 năm 2024 | 978-4-04-075645-5 |
| 8 | 9 tháng 4 năm 2025  | 978-4-04-075868-8 |

### Anime
Phiên bản chuyển thể anime đã được công bố vào ngày 4 tháng 2 năm 2025. Bộ phim do hãng Feel chế tác hoạt họa, được đạo diễn bởi Yamai Sayaka, với Ayana Yuniko viết kịch bản, Tani Takuya thiết kế nhân vật và Kikuya Tomoki sáng tác nhạc. Bộ phim dự kiến ra mắt vào năm 2025.